# Force de liaison
En chimie, la force de liaison est le degré auquel chaque atome, joint à un autre dans une liaison chimique, contribue à la valence de cet autre atome. La force de liaison est fortement liée à l'ordre de liaison et peut être quantifiée en termes :
- d'énergie de liaison :  nécessite de longs calculs, même pour les liaisons les plus simples ;
- d'énergie de dissociation de liaison.

Un autre critère de force de liaison est la relation qualitative entre les énergies des liaisons et le recouvrement des orbitales atomiques dans les liaisons. Plus ce recouvrement est important, plus les électrons liants ont des chances de se retrouver entre les deux noyaux et plus forte sera la liaison. Ce recouvrement est nécessaire pour la formation d'orbitales moléculaires.